# Metopilio niger
Metopilio niger is een hooiwagen uit de familie Sclerosomatidae.